# Guordesluoppal
Guordesluoppal, enligt tidigare ortografi Kuortesluoppal, är en sjö i Jokkmokks kommun i Lappland och ingår i Luleälvens huvudavrinningsområde. Sjön har en area på 1,22 kvadratkilometer och ligger 750 meter över havet. Guordesluoppal ligger i Sarek Natura 2000-område. Sjön avvattnas av vattendraget Sijddoädno.

## Delavrinningsområde
Guordesluoppal ingår i det delavrinningsområde (748214-159642) som SMHI kallar för Utloppet av Kuortesluoppal. Medelhöjden är 1 028 meter över havet och ytan är 34,96 kvadratkilometer. Räknas de 24 avrinningsområdena uppströms in blir den ackumulerade arean 331,03 kvadratkilometer. Sijddoädno avvattnar avrinningsområdet och vattnet fortsätter därefter genom Blackälven, Lilla Luleälven och Lule älv innan det når havet efter 328 kilometer. Avrinningsområdet består mestadels av kalfjäll (92 procent). Avrinningsområdet har 1,87 kvadratkilometer vattenytor vilket ger det en sjöprocent på 5,3 procent. Delavrinningsområdet täcks till 2,34 procent av glaciärer, med en yta av 0,8188 kvadratkilometer.